# Modelraket
En modelraket er en raket fremstillet på hobbyniveau af private, som i stand til at flyve opad vha. en kommercielt tilgængelig modelraketmotor som købes færdig. Modelraketter kan typisk opnå forholdsvis lave højder, f.eks. 100-500 m, og skal kunne vende sikkert tilbage til jorden, f.eks. ved hjælp af en faldskærm.
På trods af at raketter typisk forbindes med brandfarlige stoffer og spidse ting, der bevæger sig meget hurtigt, har modelraketter vist sig at være en meget sikker hobby, og bliver ofte fremhævet som en kilde til inspiration for børn og unge, til at tage en teknisk-videnskabelig uddannelse.
Modelraketter bygges typisk af pap, papir, balsatræ og plast, og må ikke indeholde metal i de strukturelle dele. Folk, der bygger modelraketter som hobby, bygger dem enten helt selv - hjemmelavede - eller køber et samlesæt. Et modelraket-byggesæt indeholder typisk et paprør som krop, en formstøbt næsekegle i plast, samt finner i balsatræ eller karton.
De fleste modelraketbyggere bruger meget tid på at skabe en flot finish til deres raket vha. sprøjtemaling og klistermærker.
Ofte opsendes modelraketter blot for opsendelsens skyld, men raketter kan også bære en nyttelast i deres næsekegle. Populære nyttelaster omfatter små kameraer, som kan optage turen, eller små computere, som logger f.eks. lufttryk og acceleration, så data kan analyseres efterfølgende.

## Motorer
| Klasse | Totalimpuls     |
| ------ | --------------- |
| 1/4A   | 0,313-0,625 N·s |
| 1/2A   | 0,625-1,25 N·s  |
| A      | 1,25-2,50 N·s   |
| B      | 2,50-5,0 N·s    |
| C      | 5-10 N·s        |
| D      | 10-20 N·s       |
| E      | 20-40 N·s       |
| F      | 40-80 N·s       |
| G      | 80-160 N·s      |

Kommercielt tilgængelige modelraketmotorer fremstilles af forskellige virksomheder, bl.a. Estes i USA og Klima i Tyskland. Modelraketmotorer klassificeres på baggrund af deres totalimpuls (arealet under den kurve, der viser hvilken kraft, motoren skubber med, som funktion af tiden).
Modelraketmotorer er klassificeret ved at klasse A dækker motorer med en totalimpuls mellem 1,25 og 2,5 N·s, og hver gang man går videre til det næste bogstav, er totalimpulsen den dobbelte.
Antændelsen af modelraketmotorer sker ikke med lunte, som i fyrværkeriraketter, men elektrisk, vha. en såkaldt 'igniter', som er en lille tændsats.

## Lovlighed
Modelraketter er en etableret hobby i mange lande, bl.a. USA, Rusland, England, Tyskland og Norge. Lovligheden af modelraketter i Danmark er uafklaret.